# Lizzie Borden – Kills!
Lizzie Borden – Kills! (orig. The Lizzie Borden Chronicles) ist eine US-amerikanische Fernsehserie mit Christina Ricci in der Titelrolle, die ab 5. April 2015 beim Sender Lifetime Television erstausgestrahlt wurde. Dem ging am 25. Januar 2014 der Pilotfilm Lizzie Borden nahm ’ne Axt (orig. Lizzie Borden Took an Ax) zuvor. Die deutschsprachige Erstausstrahlung war auf RTL Crime, 2018 folgte bei NOW US die Free-TV-Premiere.

## Inhalt

### Pilotfilm
Im August 1892 in Fall River, Massachusetts, findet die Sonntagsschullehrerin Lizzie Borden die Leiche ihres Vaters Andrew auf, der brutal mit einem Kriegsbeil getötet wurde, sowie auch den Körper von Abby Borden, der Stiefmutter von Lizzie und ihrer älteren Schwester Emma. Im weiteren Verlauf scheinen die Beweise auf Lizzie als Hauptverdächtige hinzuweisen. Ihr Anwalt, Andrew Jennings, behauptet, dass eine Frau solch ein grausames Verbrechen nicht begehen könne. Trotzdem wird Lizzie wegen der Morde vor Gericht gestellt, und der Fall macht Schlagzeilen in Zeitungen im ganzen Land, die ihn als den berüchtigtsten des Jahrhunderts bezeichnen.

### Serie
Im Jahr 1893, vier Monate nach Lizzie Bordens Freispruch für die Morde an ihrem Vater und ihrer Stiefmutter, versuchen sie und ihre Schwester Emma trotz finanzieller Probleme und Lizzies ruiniertem Ruf, ein neues Leben zu beginnen. Unterdessen kommt Detektiv Charlie Siringo in Fall River an, um den Fall erneut aufzurollen.